# Fábio Júnior dos Santos
Fábio Júnior dos Santos ou simplesmente Fábio Júnior (Nossa Senhora da Glória, 6 de outubro, 1982) é um ex-futebolista brasileiro, que atuava como atacante. 

## Carreira
Fábio Júnior começou a carreira no Campinense, da Paraíba, apesar de ser natual de Nossa Senhora da Glória, em Sergipe. Nunca parou em um clube por mais de uma temporada, tendo passagens por grandes clubes, como Flamengo (em 2005), Internacional (em 2003) e Vasco da Gama (em 2006), e até algumas partidas pelo Real Madrid B, equipe de apoio do Real espanhol, em 2002 e 2003.
O ponto alto de sua carreira foi o gol marcado sobre o Fluminense, pela Copa do Brasil de 2005, que deu a vitória por 1–0 para a Campinense sobre o time carioca. Fábio Júnior passou pelo Campinense na campanha da Série B de 2009 e se transferiu para o Al Ahly, levado pelo treinador português Manuel José, com quem chegou a trabalhar em um clube de Portugal.
No Al-Ahly desde meados de 2011, o atacante sergipano Fábio Júnior viveu um dos piores momentos de sua carreira no futebol do Egito. Pois viu de perto a maior tragédia da história do futebol egípcio. De perto, não. De dentro. Jogador do Al-Ahly em 2012, ele estava no jogo em que morreram 74 torcedores num confronto gigantesco que teve cenas brutais no Estádio Porto Said, nordeste do Egito. A tragédia de Port Said ocorreu no primeiro dia de fevereiro após vitória do Al-Masry por 3–1 sobre o Al-Ahly, invicto até então. Durante a partida, ele inclusive marcou o único gol de sua equipe. A tragédia que matou mais de 70 pessoas no Port Said Stadium no início do ano fez o jogador desistir de atuar no país.
Após sete anos longe dos gramados, volta a atuar como atacante do Campinense. Em 2021, assina com o Flamengo de Teresina para o campeonato piauiense.

## Títulos
Internacional
- Campeonato Gaúcho: 2003

Flamengo
- Copa Record Rio de Futebol : 2005

Campinense
- Campeonato Paraibano : 2008

## Parentesco
Filho do Seu José Carlos e da Dona Tereza, o atacante tem um irmão e um primo com a mesma profissão dele. O primo é o ex-jogador Taílson, que jogou futebol durante vinte anos e passou por clubes como Botafogo, Sport e América Mineiro, além de ter jogado em outros países como Portugal, Bélgica, China e Japão. Já, o irmão de Fábio Júnior, Dagil, ainda está jogando profissionalmente. Ele foi revelado pelo Dorense. No futebol sergipano jogou ainda no Amadense, Confiança e Itabaiana. No Tricolor da Serra conquistou uma Copa Governador do Estado. Levantou esta mesma taça com o time azulino. O jogador passou seis temporadas no futebol português defendendo os seguintes clubes: Trofense, Ribeirão, Estoril Praia, Gil Vicente e Gondomar.